# الکساندر ولاهوس
الکساندر ولاهوس (به انگلیسی: Alexander Vlahos) (زاده ۳۰ جولای ۱۹۸۸) بازیگر ولزی است.
از کارهای معروف او می‌توان به بازی در سریال مرلین و سَـندیتون اشاره کرد.